# Pennant Roberts
Pour les articles homonymes, voir Roberts.
Pennant Roberts est un réalisateur anglais né le 15 décembre 1940 à Weston-super-Mare  et mort le 22 juin 2010  à Cardiff. Il est connu pour son travail de réalisateur à télévision britannique dans les années 1970 à 1990.

## Carrière
Né de parents Pays de Galles, Pennant Roberts fait des études de physique à l'université de Bristol où il s'essaye aux arts. En 1962, il rejoint une compagnie de télévision locale nommée "Welsh TV" émettant ans le nord et l'ouest des pays de Galles.
Il devient assistant de plateau dans les années suivantes dans l'antenne locale de « BBC Wales » et fini par suivre le département des fictions de la BBC à Londres. Il réalise pour la première fois en 1972 deux épisodes de la série Doomwatch et devient réalisateur pour des séries comme Softly, Softly, Howards' Way, Tenko, Angels La Grande Aventure de James Onedin Survivors et Juliet Bravo. Il se tourne aussi vers la science fiction et travaille sur les séries Blake's 7, Survivors et Doctor Who. En 1989 il est nommé au BAFTA dans la catégorie "meilleur programme pour enfant" pour son adaptation du roman The Snow Spider.
Dans les années 1980, il devient membre de la « Directors' Guild of Great Britain » un syndicat représentant les réalisateurs de films, de téléfilms et les metteurs en scène de pièces de théâtre. Il s'occupe alors de récupérer et de défendre les droits d'auteur des réalisateurs notamment envers les législations européennes.
En 1994, il déménage à Cardiff et dirige et produit des téléfilms pour la BBC en gallois et en anglais. Il produit aussi des pièces pour le théâtre Shermann de Cardiff.

## Vie privée
Il se maria en 1970 avec l'actrice Betsan Jones rencontrée dans les studios de Welsh TV quelques années auparavant. Il parlait gallois couramment. Il meurt d'un cancer à Cardiff en 2010.

## Filmographie sélective
- 1972 : Doomwatch (2 épisodes)
- 1972 : Softly Softly: Task Force (1 épisode)
- 1974 : Sutherland's Law  (3 épisodes)
- 1975 à 1976 : Survivors (9 épisodes)
- 1976 : Angels (1 épisode)
- 1977 : Doctor Who : « The Face of Evil »
- 1977 : Doctor Who : « The Sun Makers »
- 1978 : Blake's 7 (4 épisodes)
- 1978 : Doctor Who : « The Pirate Planet »
- 1978 : Les Professionnels (1 épisode)
- 1979 : La Grande Aventure de James Onedin (2 épisodes)
- 1980 : Juliet Bravo (4 épisodes)
- 1981 : Tenko (mini-série, 5 épisodes)
- 1984 : Doctor Who : « Warriors of the Deep »
- 1985 : Howards' Way (5 épisodes)
- 1985 : Doctor Who : « Timelash »
- 1987 à 1989 : Dramarama (3 épisodes)
- 1988 : The Snow Spider  (mini-série, 4 épisodes)
- 1990 : Emlyn's Moon  (5 épisodes)
- 1991 : The Chestnut Soldier (mini-série, 4 épisodes)
- 1992 : Doctor Who : « Shada »
- 1993 à 1997 : The Sherman Plays  (7 épisodes)

## Source
1. 1 2 3 4  Piers Haggard Obituary: Pennant Roberts, The Guardian, 6 August 2010
2. 1 2  https://www.thestage.co.uk/features/obituaries/2010/pennant-roberts/
3. ↑  Doctor Who News Page